# Cacia aspersa
Cacia aspersa är en skalbaggsart som först beskrevs av Newman 1842.  Cacia aspersa ingår i släktet Cacia och familjen långhorningar.
Artens utbredningsområde är Filippinerna. Inga underarter finns listade.